# Світ Апу (фільм, 1959)
«Світ Апу» (бенг. অপুর সংসার Apur Sansar) — фільм бенгальського режисера Сатьяджита Рая, заключна частина так званої «Трилогії Апу», що оповідає про доросле життя головного героя. У цьому фільмі вперше знялися актори Сумітра Чаттерджі і Шарміла Тагор, які й в подальшому з'являлися в багатьох кінострічках Рая.

## Сюжет
Апурба Кумар Рой (Апу), безробітний випускник коледжу, живе в Колкаті в орендованій кімнаті. Через бідність він не може вступити до університету, а також знайти постійну роботу, тому заробляє на життя приватними уроками. Апу мріє стати письменником і пише роман, частково заснований на своєму власному житті, плекаючи надію коли-небудь опублікувати його.
Одного разу він зустрічає свого старого друга Пулу, який запрошує його в село на весілля своєї двоюрідної сестри Апарни. В день весілля несподівано з'ясовується, що наречений божевільний, і святкування доводиться скасувати. За індуїстською традицією, якщо весілля не відбудеться в призначений час, то наречена буде проклята та вже ніколи не зможе вийти заміж. Пулу і односельці Апарни вмовляють Апу зайняти місце нареченого. Апу одружується з дівчиною, й вони разом переїжджають до Колкати, де за допомогою Пулу Апу знаходить роботу. Між молодим подружжям виникає почуття, яке поступово переростає у кохання. Але щастя триває недовго: Апарна помирає під час пологів. Вражений горем Апу відмовляється від сина, вважаючи його винуватцем смерті дружини. Він їде з Колкати й подорожує Індією. Не знайшовши ні сил, ні натхнення, щоб закінчити свій роман, Апу викидає рукопис у прірву. Тим часом, його син Каджал росте у батьків матері дикою і неслухняною дитиною.
Через п'ять років Пулу знаходить Апу, який став гірником, і вмовляє його взяти на себе турботу про хлопчика. Апу повертається до реальності і вирішує возз'єднатися з сином. Спочатку Каджал не визнає Апу батьком, проте врешті-решт приймає його як друга. Апу разом з сином повертається до Колкати, щоб почати життя спочатку.

## У ролях
- Сумітра Чаттерджі — Апурба Кумар Рой (Апу)
- Шарміла Тагор — Апарна
- Свапан Мукерджі — Пулу
- Алок Чакраварті — Каджал
- Абхіджит Чаттерджі — брат Апарни
- Беларані Деві — сусідка Апу
- Дхірен Гхош — заміндар

## Виробництво
Сатьяджит Рай хотів, щоб в «Світі Апу», як і в попередніх частинах трилогії, знімалися непрофесійні актори. Сумітра Чаттерджі пробувався на роль Апу ще в «Нескореному», але не підійшов, оскільки був значно старший за свого героя. Тепер Рай згадав про нього і знову запропонував ту ж роль, тільки вже у новому фільмі. Як згадує Сумітра, він був присутній на зйомках фільму «Музична кімната» і вже збирався йти, коли до нього підійшов Рай і представив його акторові Чхабі Бісвасу як виконавця ролі Апу в своєму наступному фільмі. Знайти виконавицю ролі Апарни було нелегко. На роль пробувалися понад тисячу дівчат у віці від 15 до 17 років, але жодна з них не підійшла. Потім режисерові розповіли про Шармілу Тагор, яка в той час виступала в танцювальній трупі дитячого театру. Вона пройшла проби і була затверджена на роль . На знімальному майданчику Раю довелося детально розписувати кожен її крок і жест, оскільки на той момент вона нічого не знала про акторську майстерність, і навіть носити сарі їй довелося терміново вчитися у дружини режисера .

## Нагороди
- Національна кінопремія за кращий художній фільм[4]
- Премія Національної ради кінокритиків США за найкращий фільм іноземною мовою[5]